# Campo de prisioneiros de Blargies

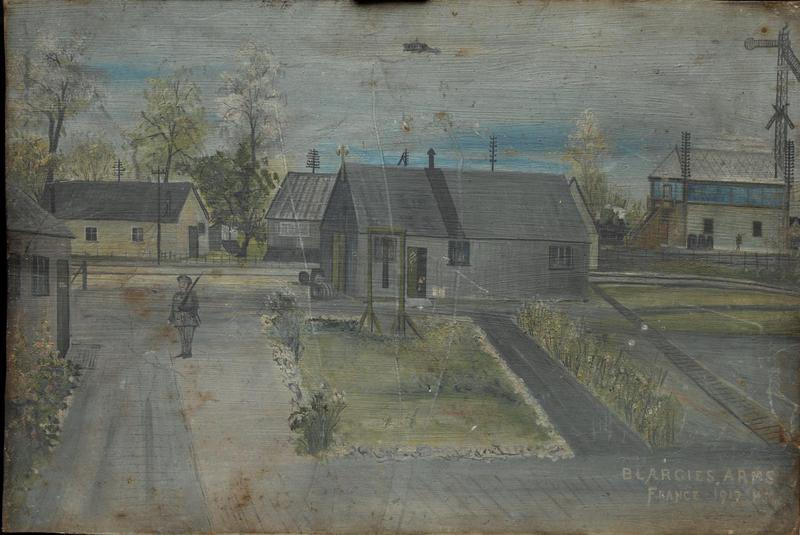
Uma representação de 1917 do acampamento e da linha ferroviária em óleo sobre uma folha de estanho.

O campo de prisioneiros de Blargies (oficialmente conhecido como Prisão Militar nº 1) foi uma prisão militar britânica em Blargies, França, durante a Primeira Guerra Mundial. Em 1916, abrigava cerca de 300 prisioneiros em 25 tendas. As condições no campo eram severas, em parte para evitar que os soldados vissem a prisão como uma alternativa atraente ao serviço na linha de frente. A recusa de alguns prisioneiros em trabalhar levou a confrontos entre guardas e prisioneiros, e dois homens foram condenados à morte por motins separados no campo em 1916.

## Descrição
A Força Expedicionária Britânica foi enviada à França e à Bélgica em agosto de 1914, logo após a eclosão da Primeira Guerra Mundial. Tornou-se política britânica que soldados condenados por corte marcial a períodos de prisão com trabalhos forçados cumprissem sua pena na França. Por lei, aqueles condenados a mais de dois anos de prisão tinham que cumprir a pena em uma prisão civil no Reino Unido. O desejo de usar prisioneiros militares para auxiliar no esforço de guerra fez com que se tornasse prática para aqueles condenados a períodos mais longos de detenção terem a pena comutada para dois anos com trabalhos forçados.
Em 25 de janeiro de 1915, havia dois campos, um com 700 homens em Le Havre e outro com 500 homens em Rouen, além de dois navios-prisão. Por fim, cinco campos numerados foram oficialmente estabelecidos, embora possa ter havido onze em operação no total:
- Prisão Militar nº 1 (Campo Norte de Blargies, Abancourt)
- Prisão Militar nº 2 (Rouen)
- Prisão Militar nº 3 (Le Havre)
- Prisão Militar nº 4 (Abancourt)
- Prisão Militar nº 5 (Les Attaques)

Em 1916, o campo de prisioneiros de Blargies abrigava 300 prisioneiros e consistia em 25 tendas de sino e um bloco de celas de punição separado. O campo era cercado por uma paliçada de ferro corrugado e várias faixas de arame farpado. Continha de 12 a 14 latrinas e poucas instalações sanitárias. A principal tarefa dos prisioneiros era auxiliar os Royal Engineers no transporte de munição em um entroncamento ferroviário próximo.

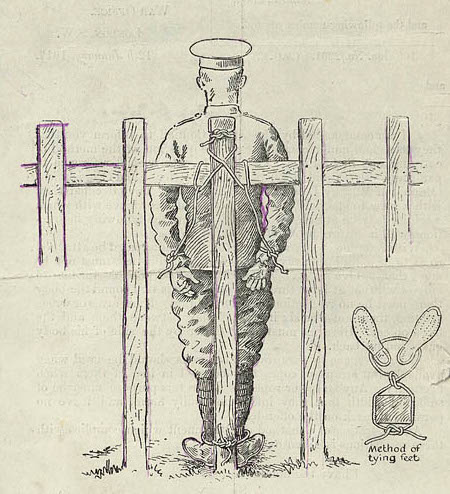
Uma ilustração da Punição de Campo nº 1 do Exército Britânico

As condições eram precárias no campo, em parte como resultado de uma prática deliberada para evitar que fosse visto como uma "opção fácil" em comparação com o serviço na linha de frente. Os prisioneiros não recebiam sabão, sua dieta era frequentemente restringida como forma de punição, eram maltratados pelos guardas e suas roupas e lençóis estavam infestados de piolhos. Era comum que os homens submetidos a castigos de campo no campo tivessem os olhos vendados, o que não era prática comum no restante do exército.
O campo é o provável local de prisão de 17 homens do Corpo de Não Combatentes, condenados à prisão com trabalhos forçados por se recusarem a manusear suprimentos militares. Eles foram visitados pelo ministro John Wood Oman, após apelos públicos ao governo britânico na imprensa religiosa sobre o assunto.

## Motins
Em 1916, o campo foi palco de dois motins. Estes levaram às primeiras execuções pelo crime nas forças britânicas desde 1898, quando oito soldados sudaneses foram executados em Kampala, no Protetorado de Uganda. O verão de 1916 foi difícil no campo, pois havia escassez de água e diarreia era prevalente. Um contingente de 35 prisioneiros australianos chegou em agosto e, em 12 de agosto, recusou-se a obedecer às ordens. O comandante do campo, Capitão Barker, concedeu aos homens algumas concessões sobre as condições de vida, instalações de lavagem e o uso de lâminas de barbear. Isso levou os prisioneiros britânicos a também resistirem e, em 14 de agosto, cerca de 67 prisioneiros se recusaram a deixar o campo para realizar o trabalho. Barker ordenou que os resistentes fossem algemados à força, o que levou um prisioneiro a desmaiar. Um dos guardas foi cercado por um grupo de prisioneiros e, temendo violência, os guardas restantes apontaram rifles e revólveres para os homens. Barker interrompeu a operação de algemas e removeu os resistentes para uma seção separada do campo. Eles se recusaram a se apresentar para trabalhar no dia seguinte e, após a chegada de reforços, foram presos.
Sete dos homens presos foram julgados por motim por corte marcial em Rouen entre 5 e 9 de outubro. Todos os sete homens foram considerados culpados e, em 19 de outubro, seis deles foram condenados à morte. As sentenças de morte tiveram que ser confirmadas pelo comandante-em-chefe, General Douglas Haig. O tribunal enviou as sentenças a Haig com a recomendação de que fossem comutadas para 10 anos de prisão. Haig concordou em comutar todas as sentenças, exceto a do artilheiro William Lewis, da Artilharia Real de Campanha, que foi identificado como um dos líderes dos amotinados.
Em 28 de agosto, um grupo de prisioneiros australianos e neozelandeses trabalhava quando um deles se tornou problemático e a guarda britânica recebeu ordens de confiná-lo no bloco de punição. Ao chegar ao portão, ele foi libertado por um grupo de prisioneiros e levado por um neozelandês, John Braithwaite, para sua tenda. Braithwaite afirmou que estava tentando evitar que os soldados australianos e neozelandeses se metessem em encrenca, pois havia solicitado ao Tenente-General William Birdwood, comandante do I ANZAC Corps, sua libertação e retorno às linhas de frente.
Braithewaite e quatro australianos foram condenados por motim. Braithewaite foi sentenciado à morte, enquanto o australiano recebeu dois anos de prisão (as sentenças de morte australianas tiveram que ser confirmadas pelo governador-geral Ronald Munro Ferguson, que se recusou a concedê-las durante a guerra). Haig se recusou a comutar a sentença de Braithewaite. Braithewaite e Lewis foram executados por um pelotão de fuzilamento na prisão de Rouen em 29 de outubro de 1916. A outra execução por motim nas forças britânicas entre 1914 e 1920 foi a do cabo Jesse Short após o motim de Étaples em setembro de 1917. Os três (e um número maior de soldados executados por assassinato) foram originalmente excluídos do Shot at Dawn Memorial para aqueles executados durante a guerra, erguido no Arboreto Memorial Nacional em 2001. Os nomes dos três homens foram adicionados em 2016.